# Поконо Вудланд Лејкс (Пенсилванија)
Поконо Вудланд Лејкс (енгл. Pocono Woodland Lakes) насељено је место без административног статуса у америчкој савезној држави Пенсилванија.

## Демографија
По попису из 2010. године број становника је 3.209.
| Група             | 2000.    | 2010.         |
| Белци             | 0 (0,0%) | 2.803 (87,3%) |
| Афроамериканци    | 0 (0,0%) | 94 (2,9%)     |
| Азијати           | 0 (0,0%) | 27 (0,8%)     |
| Хиспаноамериканци | 0 (0,0%) | 228 (7,1%)    |
| Укупно            | 0        | 3.209         |